# Luperina caltheago
Luperina caltheago là một loài bướm đêm trong họ Noctuidae.